# Thalassodes saturata
Thalassodes saturata là một loài bướm đêm trong họ Geometridae.